# Valle Victoria

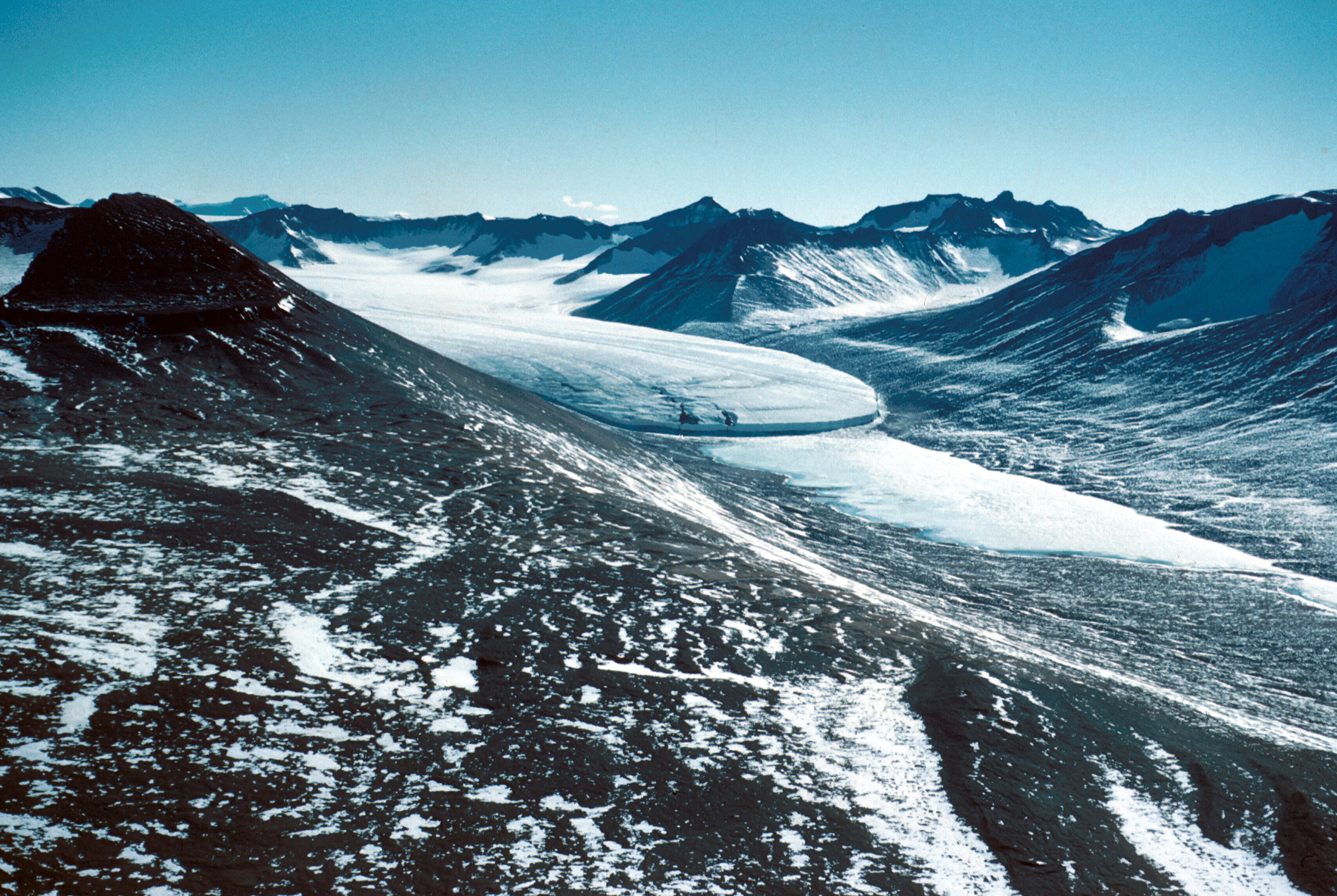
Vista del valle.

El Valle Victoria es uno de los valles más grandes de los Valles secos de McMurdo en la Antarctica.  El lago Vida es le lago más grande del valle. El río Victoria drena el Glaciar Superior de Victoria, con el lago Victoria Superior justo a sus pies y a 7 km al noroeste del lago Vida. El lago Thomas se encuentra 4,7 km al este de lago Vida.
El valle contiene campos de dunas.